# John Middleton Clayton
John Middleton Clayton (24 de julio de 1796-9 de noviembre de 1856) fue un abogado y político de Delaware, Estados Unidos. Miembro del Partido Whig, formó parte de la Asamblea General de Delaware, también fue Senador por Delaware y Secretario de Estado de Estados Unidos.

## Imágenes
- Architect of the Capitol; portrait courtesy of the National Portrait Gallery.